# Rasolyckan i Loen 1936

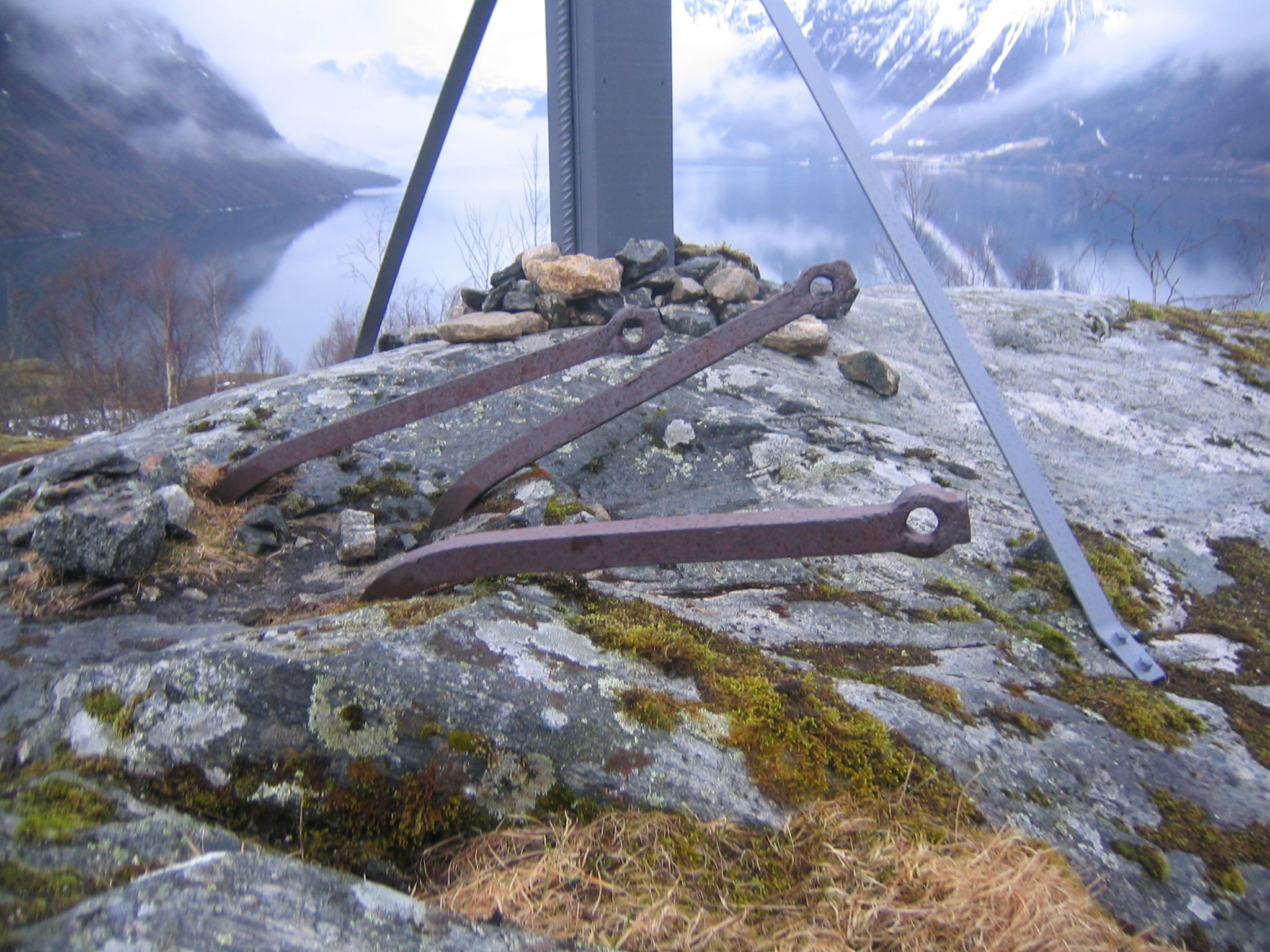
Nedre delen av monumentet vid Lovatnet. 98 m ö.h. (46 meter över Lovatnet). Närmast syns resterna av monumentet från 1905 som slets bort av flodvågen 1936. Monumentet efter olyckan 1936 är utformat som ett 4 meter högt kors i stål.

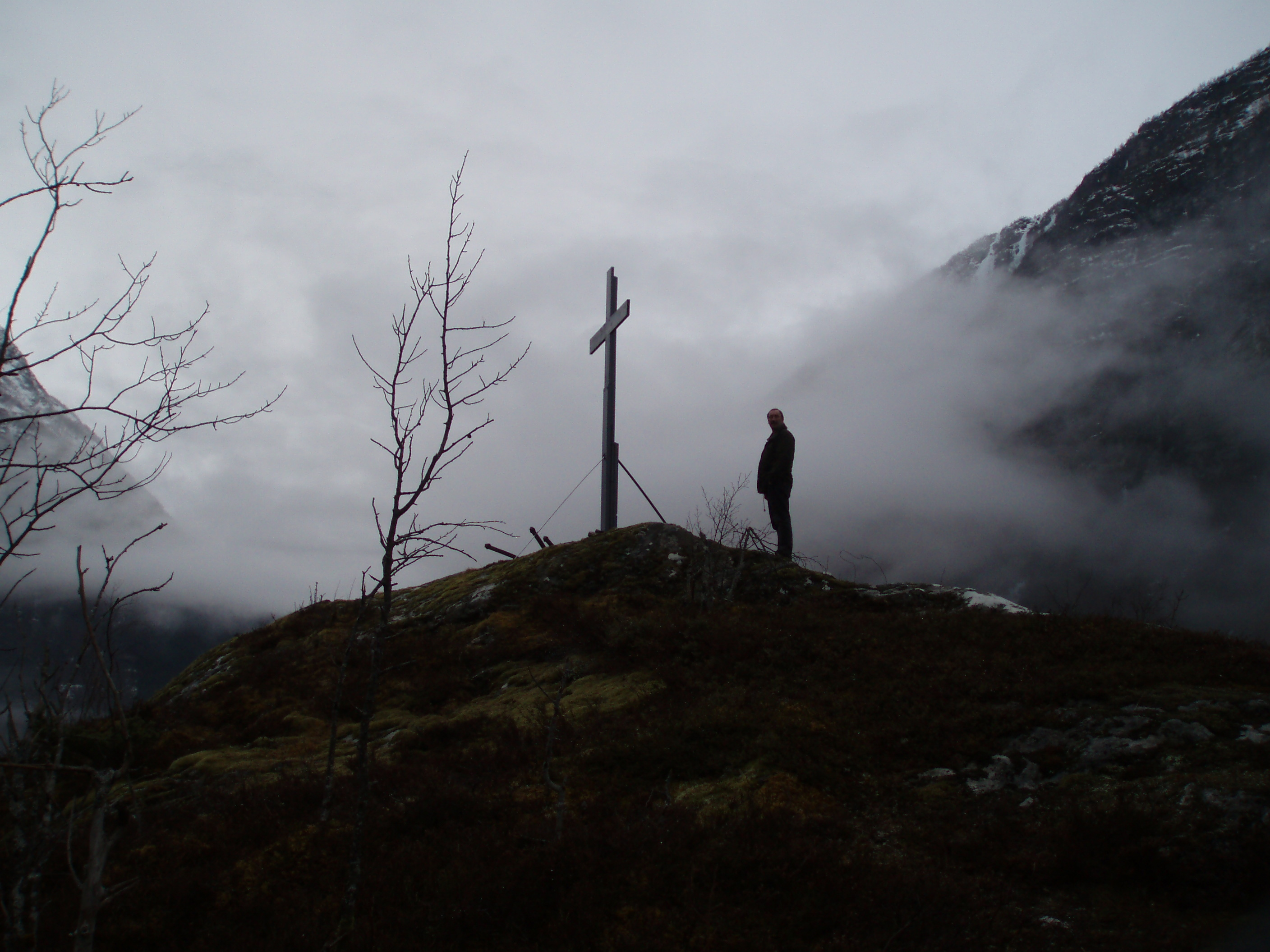
Minnesmärket från 1936 - Ramnefjellet i bakgrunden till höger.

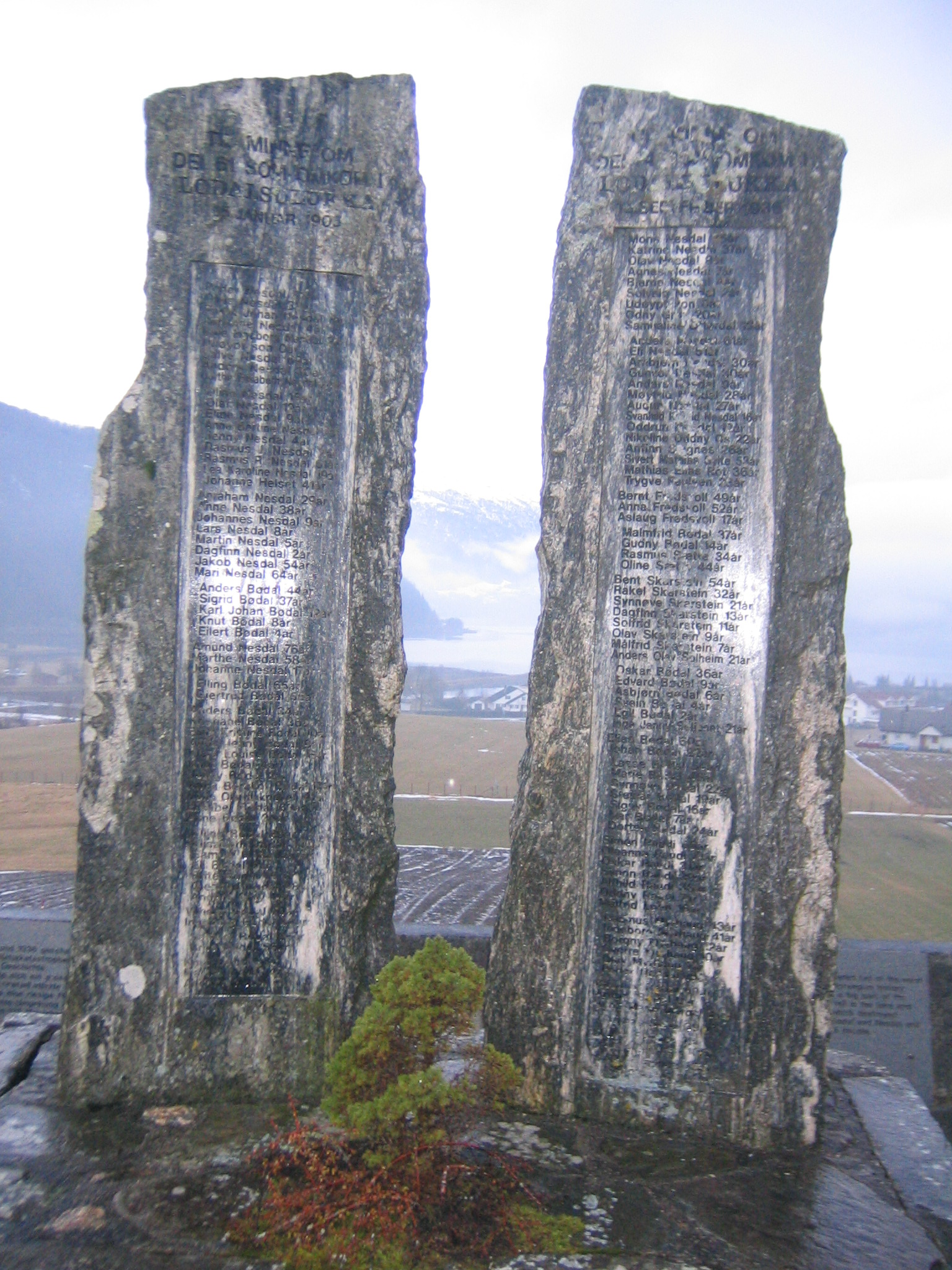
Minnesstenar vid Loen kyrka över de omkomna vid Loen-raset 1905 (vänster) respektive 1936 (höger).

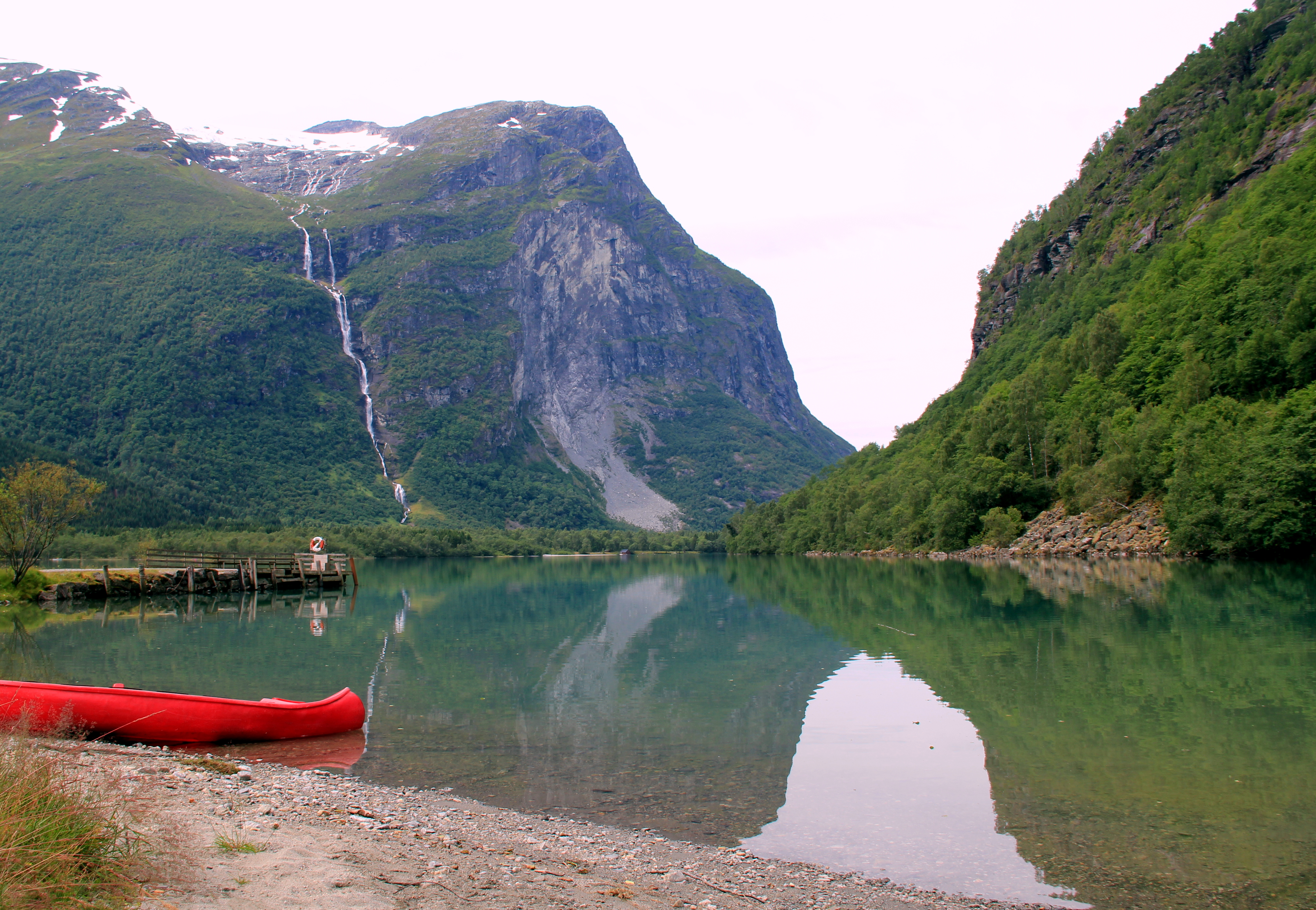
Lovatnet med Ramnefjellet i bakgrunden och synliga spår efter rasen.

Rasolyckan i Loen 1936 inträffade den 13 september 1936 i Loen, Stryns kommun, Sogn og Fjordane fylke i Norge. 
I byarna Nesdal och Bødal omkom 73 personer när omkring en miljon kubikmeter av det 1493 meter höga Ramnefjellet rasade ner i sjön Lovatnet (även kallad Loenvatnet eller Lodalsvatnet). Av de omkomna återfanns 41 personer aldrig. En 74 meter hög flodvåg forsade genom byarna och tog med sig allt som kom i dess väg. Vraket av fartyget Lodølen sköljdes upp av vågorna och kastades några hundra meter upp på land, där det blev liggande med bottnen i vädret. Efter denna olycka var området så raserat att ingen ville bo där längre.

### Fotnoter
1. ↑  Bryhni, Inge & Askheim, Svein (31 augusti 2018). ”Loenulykkene” (på norska). Store norske leksikon. https://snl.no/Loenulykkene. Läst 14 maj 2019.